# Jaap Mijderwijk
Jaap Mijderwijk (Bodegraven, 11 februari 1911 - Utrecht, 25 november 1965) was een Nederlandse tekstdichter in de jaren na de Tweede Wereldoorlog. In het laatste oorlogsjaar verspreidde hij in zijn woonplaats De Meern het door hem samengestelde illegale krantje De laatste Loodjes.

## Levensloop
Jaap was het jongste kind van een arm gereformeerd gezin, dat zich in zijn prille jeugd in De Meern vestigde. Omdat zijn oudere broer Piet de opleiding tot onderwijzer volgde, meende Jaaps vader dat hij tuinder moest worden. De leergierige Jaap nam hiermee geen genoegen en wist zijn vader zo te bepraten dat hij een opleiding tot timmerman aan de ambachtsschool mocht gaan volgen. Hij had echter ambities op het intellectuele vlak en ontwikkelde door middel van zelfstudie zich verder. Daarnaast was hij actief in het verenigingsleven van zijn dorp. Samen met anderen richtte hij in 1931 de Schaakclub TRIO op.
Hij begon zijn loopbaan als timmerman bij een plaatselijke aannemer en stapte na 5 jaar over naar een eveneens plaatselijke handelsfirma, waar hij de administratie verzorgde.
Tijdens de Tweede Wereldoorlog was er steeds minder werk, waardoor Jaap alle tijd kreeg om de gebeurtenissen op het strijdtoneel, in de politiek en in de samenleving aandachtig te volgen. Nadat de Duitse bezetter had bevolen dat alle radiotoestellen moesten worden ingeleverd, bood een vriend hem de mogelijkheid om op zijn afgelegen boerderij heimelijk naar de radio te komen luisteren. In 1944 besloot Jaap een krantje te gaan uitgeven. Hij luisterde op de zolder van de boerderij onder andere naar Radio Oranje en maakte hiervan aantekeningen, die hij thuis uitwerkte tot artikelen. Deze werden door hemzelf uitgetypt en vermenigvuldigd met een stencilmachine. Het aldus ontstane krantje met de naam De laatste Loodjes werd door een klein team, waarvan ook Jaap deel uitmaakte, verspreid in De Meern. Voorzichtigheid hierbij was geboden, omdat ook De Meern Duitsgezinde inwoners had. 
Na de bevrijding stopte Jaap met het werken in loondienst en werd zelfstandig ondernemer. Zijn hoofdberoep was tekstdichter. In de jaren 1950 kreeg hij als zodanig landelijke bekendheid. Hij trad ook op als artiest en organiseerde feestavonden, waarbij hij kon beschikken over een verscheidenheid aan freelance artiesten. In 1965 overleed hij onverwacht aan complicaties tijdens een operatie.

## Werk
Na het einde van de oorlog in mei 1945 wilde Jaap Mijderwijk stoppen met het illegale krantje. Maar een deel van zijn lezers was het hiermee niet eens. Daarom zette hij De laatste Loodjes om in het Weekblad De Brug met betalende abonnees. Onder de kop Het Bruggehoofd plaatste Jaap Mijderwijk hierin elke week een door hem gemaakt gedicht. Als spoedig werd hij benaderd door een persbureau dat artikelen aan dag- en weekbladen in heel Nederland leverde. Zijn wekelijkse gedicht in zijn eigen krant werd door vele bladen overgenomen, en zo werd zijn naam landelijk bekend, onder andere bij de NCRV, waaraan hij ten behoeve van het radioprogramma Studio Steravond gedichten leverde.
Het maken van gedichten op maat voor bruiloften en jubilea leverde flink wat inkomsten op. Maar Jaap Mijderwijk vond het meeste voldoening in zijn vrije werk voor dag- en weekbladen. Het volgende gedicht is hiervan een voorbeeld.
VAN MAN TOT MAN
Kijk maar naar de televisie,
neus maar even in de krant,
altijd beelden, altijd foto's
van het soort: Man geeft man hand!
Denk niet aan gewone mannen
die voor ons vereeuwigd zijn,
meestal grote hoge pieten,
al is hun figuur soms klein.
Een miljoen van zulke handen
worden er geschud per dag.
Daaruit zou je concluderen
dat de een de ander mag.
Niks hoor! Dat kunt u vergeten.
Tot een handdruk gauw bereid,
wordt die daad een gepolijste
actie van schijnheiligheid.
Heel vaak wordt 'de vijf' gegeven
aan een zó doortrapte man,
dat men hem van alles toewenst
en zijn bloed wel drinken kan.
Vrouwen zijn een beetje anders,
misschien meer onhandelbaar,
niet zo scheutig met hun handjes,
zij taxeren eerst elkaar.
Doch de heren van de schepping
blijven op dit punt meer heer,
ook al mogen zij dan denken:
Krijg voor mij het heen en weer.
Zolang er nog wordt gehuicheld,
elegant of nonchalant,
zolang zien we alle dagen
weer opnieuw: Man geeft man hand.